# Hands Off Venezuela
Hands Off Venezuela (forkortet HOV) er en international solidaritetskampagne med revolutionen i Venezuela og venstrefløjen i Latinamerika. 

## Baggrund
Hands Off Venezuela er en international solidaritetskampagne rettet mod forsøg på at fjerne Venezuelas demokratisk valgte præsident Hugo Chávez. Bevægelsen blev startet i december 2002 som et modsvar til et mislykkede militærkup og til en lockout som man anså som et forsøg på at sabotere den venezuelanske økonomi og dermed skabe grobund for at fjerne præsident Chávez.
Lockouten blev ledsaget af en international mediekampagne, der prøvede at fremstille Chávez’s regering som et diktatur, og som udlagde arbejdsgiver lockouten som en generalstrejke, der skulle vise folkets modstand mod styret.
HOV kampagnen arbejder ikke kun med solidaritetsarbejde med Venezuela og Latinamerika, men også for at man diskuterer og tager ved lærer af revolutionen i Venezuela, det sker for at motivere for lignende revolutioner i rundt om i verden.

## Organisation
Hands off Venezuela-kampagnen er en bredt baseret solidaritetskampagne, der er aktiv i mere end 30 lande, der findes blandt andet en afdeling i Danmark.
Hands Off Venezuela-kampagnen består af individuelle medlemmer, grupper og tilsluttede organisationer. Kollektive medlemmer inkluderer Socialisten og Socialistisk Standpunkt. Kampagnen støtter at der bliver oprettet lokale HOV-grupper. Den årlige generalforsamling vælger en styrelsesgruppe, der tager sig af kampagnens udvikling.

### Formål
Hands Off Venezuela beskriver kampagnens formålsgrundlag som følgende:
1. At give fuld støtte til den venezuelanske revolution, som gentagne gange har bevist sin demokratiske karakter, i dens kamp for at befri de undertrykte i Venezuela.
2. At forsvare revolutionen imod angreb fra imperialismen og dens lokale agenter, det venezuelanske oligarki.
3. At støtte det nye fagforbund UNT som den legitime stemme for arbejderbevægelsen.
4. At modgå fordrejninger i medierne om Venezuela og mobilisere så meget støtte som muligt til de ovenstående formål.

## Arbejde i Danmark
Hands Off Venezuela har i Danmark arrangeret en række demonstrationer, filmfremvisninger, underskriftindsamlinger og debatmøder samt udgivet artikler og litteratur om Venezuela og Latinamerika. HOV kampagnen arbejder ikke blot med Venezuela, men også i resten af Latinamerika. Udover Venezuela, der er førsteprioritet, har arbejdet især fokuseret på modstand imod militærkuppet i Honduras, solidaritet med revolutionerne i Bolivia, Nicaragua og Cuba, ALBA samarbejdet, faglige- og menneskerettigheder i Colombia, fredsarbejde i konflikten mellem Colombia og Venezuela og modstand imod USA's militære oprustning i regionen.
Siden august 2009 er der blevet afholdt faste månedlige debatmøder i København hver den sidste mandag i måneden kl. 19. En stor del af dem er blevet afholdt på og i samarbejde med den venezuelanske ambassade i Danmark. En stor del af kampagnens arbejde går desuden på at få arbejderbevægelsen og venstrefløjen i Danmark til at støtte op om revolutionen i Venezuela.
Blandt de største arrangementer kan nævnes initiativet til demonstrationen "USA ud af Latinamerika" der blev afholdt den 13. April 2010 på 8 årsdagen for det mislykkede højreorienterede militærkup i 2002 imod Hugo Chávez. Demonstrationen, der samlede over 100 deltagere, var bl.a. rettet imod militærkuppet i Honduras, USA's militære oprustning i regionen og handelsblokaden imod Cuba og var samtidig et forsvar for revolutionen i Venezuela. HOV var også blandt arrangørerne af ALBA folkemødet i Valbyhallen med bl.a. Hugo Chávez og Evo Morales under COP15 klimatopmødet i København, hvor over 3000 deltog.

## Udgivelser
I 2010 udgav HOV den første bog om revolution i Venezuela på dansk. Titlen er "Den venezuelanske revolution, øjenvidneberetning og analyse" og er skrevet af journalisten og aktivisten Andreas Bülow der til dagligt bor i Venezuela. Inden han flyttede derned var han et aktiv medlem i den danske afdeling af HOV.
Siden september 2010 har HOV desuden udgivet et nyhedsbrev der udkommer kvartalmæssigt med nyheder og analyser af/om Latinamerika.

## Arbejde internationalt
Hands Off Venezuela har arrangeret en lang række internationale underskriftindsamlinger og internationale protestdage og har arrangeret stormøde med Hugo Chávez i adskillige lande, bl.a. i England, USA og Østrig. Lige som i Danmark foregår en stor del af arbejdet med at vinde opbakning til revolutionen i de nationale arbejderbevægelser og venstrefløjsorganisationer.
Kampagnen er af meget forskellig størrelse fra land til land. Den største succes har den nok haft i Storbritannien hvor det bl.a. er lykkedes at få over 100 parlamentsmedlemmer fra Labour og RESPECT til at underskrive en støtte erklæring for kampagnen. Ligeledes er adskillige af landets største fagforeninger kollektive medlemmer af kampagnen.
Hands Off Venezuela internationalt udgiver lige som den danske afdeling, et nyhedsbrev og driver derudover en internetradio under navnet "HOV FM".